# فلورنسا إم. ريد
فلورنسا إم. ريد (بالإنجليزية: Florence M. Read)‏ هي مديرة أكاديمية أمريكية، ولدت في 1886، وتوفيت في 1973.